# Bahnstrecke Strakonice–Volary
| Kursbuchstrecke (SŽ): | 198                                         |                                                         |                                                         |
| Streckenlänge: | 70,783 km                                   |                                                         |                                                         |
| Spurweite: | 1435 mm (Normalspur)                        |                                                         |                                                         |
| Streckenklasse: | B2 (Vimperk–Volary) C2 (Strakonice–Vimperk) |                                                         |                                                         |
| Streckengeschwindigkeit: | 60 km/h                                     |                                                         |                                                         |
| |                                             |                                                         |                                                         |
| \| \| \| von Březnice (vorm. LB Strakonitz–Blatná–Březnitz) \| \| \| \| \| von České Budějovice (vorm. KFJB) \| \| \| \| 0,000 \| Strakonice früher Strakonitz \| 400 m \| \| \| \| nach Plzeň hl. n. (vorm. KFJB) \| \| \| \| 3,308 \| Radošovice \| 420 m \| \| \| 5,166 \| Přední Zborovice \| 425 m \| \| \| 7,006 \| Strunkovice nad Volyňkou früher Čestic \| 425 m \| \| \| 9,017 \| Hoštice u Volyně \| 435 m \| \| \| 10,952 \| Volyně früher Wolin \| 445 m \| \| \| 13,454 \| Nišovice früher Nischowitz-Radschi \| 460 m \| \| \| 17,910 \| Malenice nad Volyňkou früher Malenitz a. d. Wolinka \| 500 m \| \| \| 20,160 \| Lčovice früher Elčowitz \| 510 m \| \| \| 23,115 \| Čkyně früher Čkyn \| 525 m \| \| \| 25,688 \| Bohumilice v Čechách zastávka früher Bohumilitz H. \| 550 m \| \| \| 27,081 \| Bohumilice v Čechách früher Bohumilitz \| 565 m \| \| \| \| ehemalige Protektoratsgrenze (1938–1945) \| \| \| \| 32,417 \| Vimperk früher Winterberg \| 675 m \| \| \| 35,353 \| Vimperk zastávka früher Winterberg Haltestelle \| 735 m \| \| \| 40,082 \| Brloh früher Bärenloch \| Brloh früher Bärenloch \| \| \| 42,883 \| Lipka früher Freiung in Böhmen \| 900 m \| \| \| 46,275 \| Šerava \| Šerava \| \| \| \| (Scheitelpunkt) \| \| \| \| 48,527 \| Kubova Huť früher Kubohütten \| 995 m \| \| \| 51,10 \| Horní Vltavice früher Obermoldau \| 955 m \| \| \| 53,972 \| Zátoň (früher Zátoň zast.) früher Schattawa Haltestelle \| 905 m \| \| \| 57,513 \| Zátoň-Boubín (früher Zátoň) früher Schattawa \| 840 m \| \| \| 61,084 \| Lenora früher Eleonorenhain-Kuschwarda \| 785 m \| \| \| 61,805 \| Lenora zastávka \| 775 m \| \| \| 65,184 \| Soumarský Most früher Säumerbrücke \| 755 m \| \| \| \| von Haidmühle (vorm. Vereinigte Böhmerwald-Lokalbahnen) \| \| \| \| 70,783 \| Volary früher Wallern in Böhmen \| 760 m \| \| \| \| nach Číčenice (vorm. LB Wodňan–Prachatitz) \| \| |                                             |                                                         |                                                         |
| Strecke |                                             | von Březnice (vorm. LB Strakonitz–Blatná–Březnitz)      | von Březnice (vorm. LB Strakonitz–Blatná–Březnitz)      |
| Abzweig geradeaus und von links |                                             | von České Budějovice (vorm. KFJB)                       | von České Budějovice (vorm. KFJB)                       |
| Bahnhof | 0,000                                       | Strakonice früher Strakonitz                            | 400 m                                                   |
| Abzweig geradeaus und nach rechts |                                             | nach Plzeň hl. n. (vorm. KFJB)                          | nach Plzeň hl. n. (vorm. KFJB)                          |
| Haltepunkt / Haltestelle | 3,308                                       | Radošovice                                              | 420 m                                                   |
| Haltepunkt / Haltestelle | 5,166                                       | Přední Zborovice                                        | 425 m                                                   |
| Bahnhof | 7,006                                       | Strunkovice nad Volyňkou früher Čestic                  | 425 m                                                   |
| Haltepunkt / Haltestelle | 9,017                                       | Hoštice u Volyně                                        | 435 m                                                   |
| Bahnhof | 10,952                                      | Volyně früher Wolin                                     | 445 m                                                   |
| Haltepunkt / Haltestelle | 13,454                                      | Nišovice früher Nischowitz-Radschi                      | 460 m                                                   |
| Haltepunkt / Haltestelle | 17,910                                      | Malenice nad Volyňkou früher Malenitz a. d. Wolinka     | 500 m                                                   |
| Bahnhof | 20,160                                      | Lčovice früher Elčowitz                                 | 510 m                                                   |
| Bahnhof | 23,115                                      | Čkyně früher Čkyn                                       | 525 m                                                   |
| Haltepunkt / Haltestelle | 25,688                                      | Bohumilice v Čechách zastávka früher Bohumilitz H.      | 550 m                                                   |
| Dienststation / Betriebs- oder Güterbahnhof | 27,081                                      | Bohumilice v Čechách früher Bohumilitz                  | 565 m                                                   |
| Grenze |                                             | ehemalige Protektoratsgrenze (1938–1945)                | ehemalige Protektoratsgrenze (1938–1945)                |
| Bahnhof | 32,417                                      | Vimperk früher Winterberg                               | 675 m                                                   |
| Haltepunkt / Haltestelle | 35,353                                      | Vimperk zastávka früher Winterberg Haltestelle          | 735 m                                                   |
| ehemaliger Haltepunkt / Haltestelle | 40,082                                      | Brloh früher Bärenloch                                  | Brloh früher Bärenloch                                  |
| Bahnhof | 42,883                                      | Lipka früher Freiung in Böhmen                          | 900 m                                                   |
| ehemaliger Haltepunkt / Haltestelle | 46,275                                      | Šerava                                                  | Šerava                                                  |
| Kulminations-/Scheitelpunkt |                                             | (Scheitelpunkt)                                         | (Scheitelpunkt)                                         |
| Bahnhof | 48,527                                      | Kubova Huť früher Kubohütten                            | 995 m                                                   |
| Haltepunkt / Haltestelle | 51,10                                       | Horní Vltavice früher Obermoldau                        | 955 m                                                   |
| Haltepunkt / Haltestelle | 53,972                                      | Zátoň (früher Zátoň zast.) früher Schattawa Haltestelle | 905 m                                                   |
| Bahnhof | 57,513                                      | Zátoň-Boubín (früher Zátoň) früher Schattawa            | 840 m                                                   |
| Bahnhof | 61,084                                      | Lenora früher Eleonorenhain-Kuschwarda                  | 785 m                                                   |
| Haltepunkt / Haltestelle | 61,805                                      | Lenora zastávka                                         | 775 m                                                   |
| Haltepunkt / Haltestelle | 65,184                                      | Soumarský Most früher Säumerbrücke                      | 755 m                                                   |
| Abzweig geradeaus, ehemals nach rechts und von rechts |                                             | von Haidmühle (vorm. Vereinigte Böhmerwald-Lokalbahnen) | von Haidmühle (vorm. Vereinigte Böhmerwald-Lokalbahnen) |
| Bahnhof | 70,783                                      | Volary früher Wallern in Böhmen                         | 760 m                                                   |
| Strecke |                                             | nach Číčenice (vorm. LB Wodňan–Prachatitz)              | nach Číčenice (vorm. LB Wodňan–Prachatitz)              |

Die Bahnstrecke Strakonice–Volary ist eine regionale Eisenbahnverbindung in Tschechien, die  ursprünglich von der Lokalbahn Strakonitz–Winterberg als Lokalbahn Strakonitz–Wallern erbaut wurde. Sie verläuft von Strakonice (Strakonitz) über Vimperk (Winterberg) nach Volary (Wallern). Der Bahnhof Kubova Huť (Kubohütten) ist mit 995 Metern über Meereshöhe der höchstgelegene Bahnhof in Tschechien.
Nach einem Erlass der tschechischen Regierung ist die Strecke seit dem 20. Dezember 1995 als regionale Bahn („regionální dráha“) klassifiziert.

## Geschichte
Erste Projekte für eine Eisenbahn im südlichen Böhmerwald stammten schon aus den 1870er Jahren. In jener Zeit wurde eine Eisenbahn von Liebenau in Nordböhmen bis zur Reichsgrenze bei Kuschwarda („Böhmische Südwestbahn“) projektiert: Am 30. März 1873 wurde ein Staatsvertrag zwischen Österreich-Ungarn und Bayern über den Anschluss der Eisenbahn von Passau über Kuschwarda nach Strakonitz geschlossen. Die finanziellen Folgen der Wirtschaftskrise von 1873 ließen dieses Projekt jedoch scheitern.
Die Konzession für die Lokalbahn von Strakonitz nach Winterberg wurde am 18. April 1892 erteilt. Am 15. Oktober 1893 wurde die Strecke eröffnet. Den Betrieb führten die k.k. Staatsbahnen (kkStB) für Rechnung der Eigentümer aus. Am 22. Mai 1898 erhielt die Lokalbahngesellschaft noch die Konzession für die Fortführung der Strecke über Eleonorenhain bis Wallern. Am 6. November 1899 (Eleonorenhain–Wallern) und 9. Juli 1900 (Winterberg–Eleonorenhain) wurde die Strecke eröffnet.
Im Jahr 1908 fusionierte die Lokalbahn Strakonitz–Winterberg mit der benachbarten Lokalbahn Wodňan–Prachatitz. Fortan firmierte die Lokalbahngesellschaft als Vereinigte Böhmerwald-Lokalbahnen.

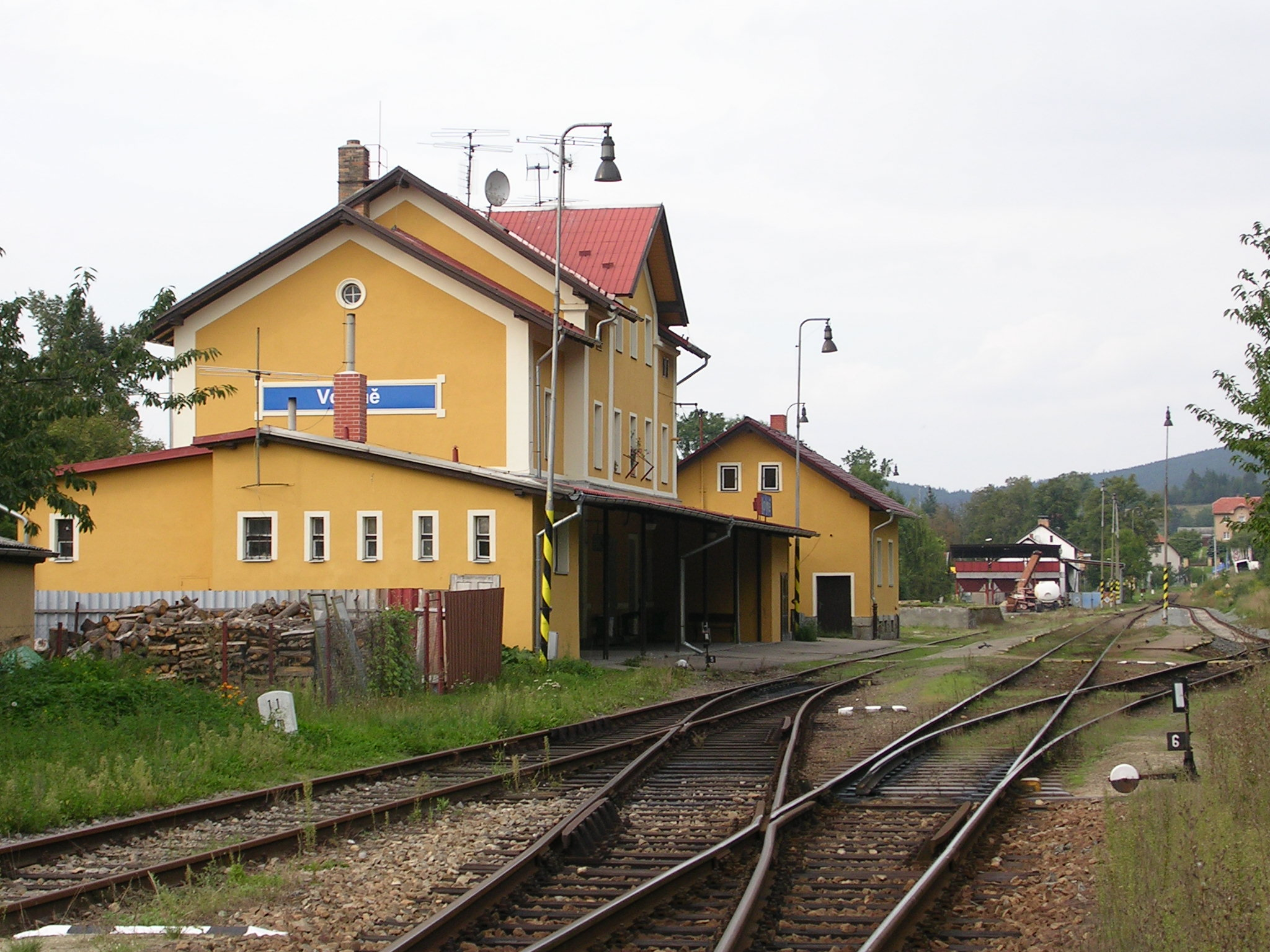
Bahnhof Volyně (2007)

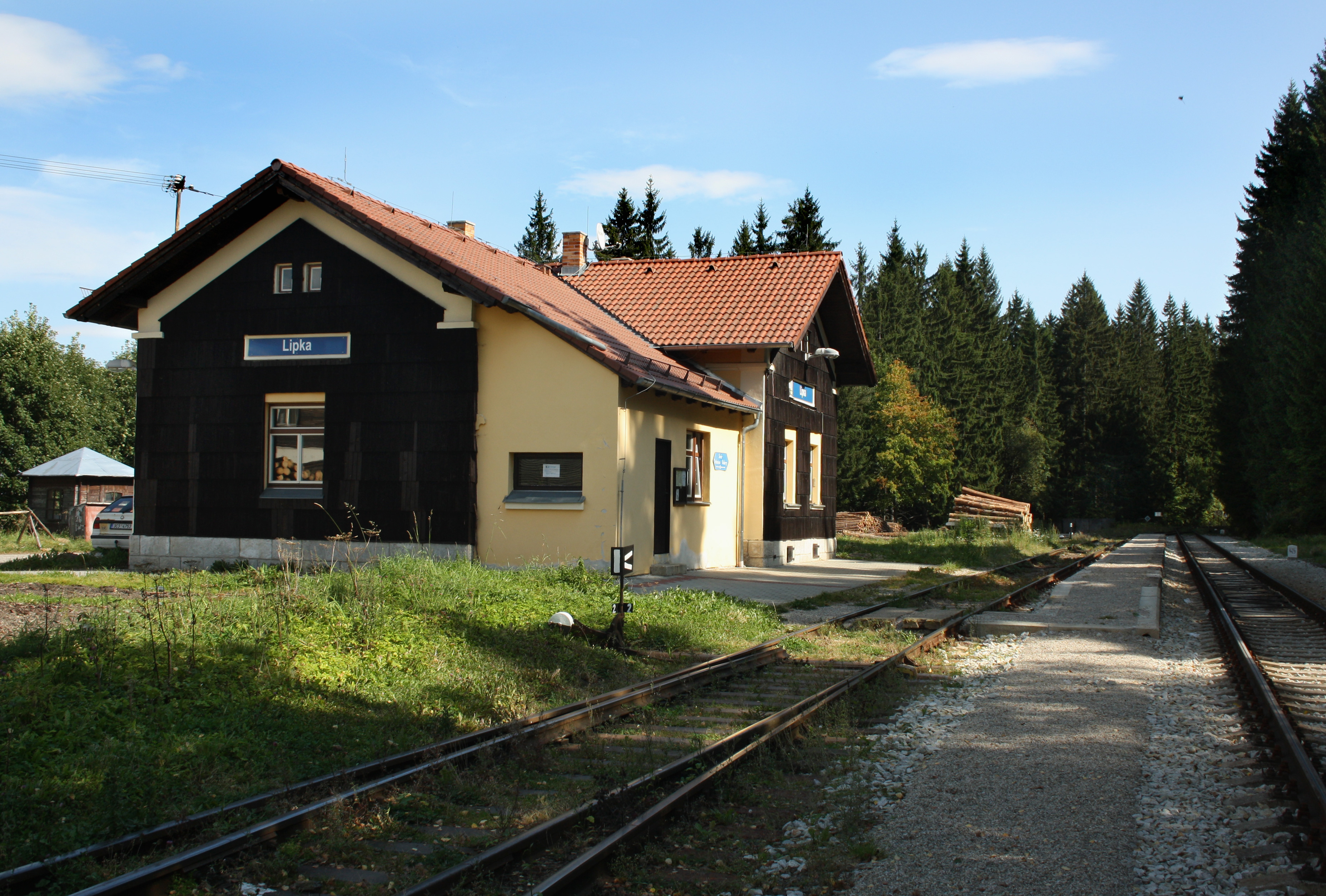
Bahnhof Lipka (2011)

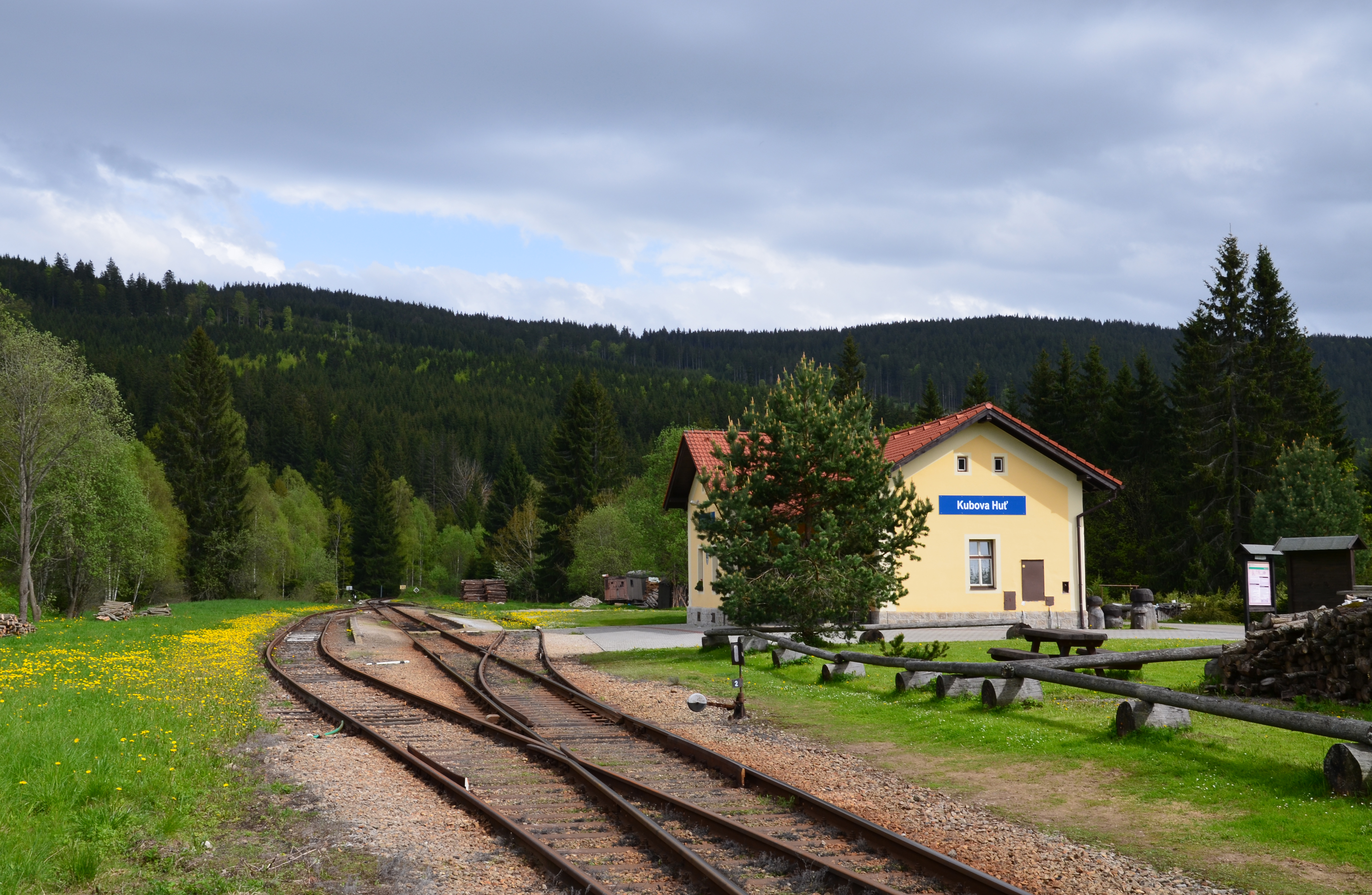
Kubova Huť

Im Jahr 1912 wies der Fahrplan der Lokalbahn drei gemischte Zugpaare 2. und 3. Klasse aus. Sie benötigten für die 89 Kilometer lange Strecke etwa drei Stunden.
Nach dem Zerfall Österreich-Ungarns im Oktober 1918 ging die Betriebsführung an die neu gegründeten Tschechoslowakischen Staatsbahnen (ČSD) über. Mit der Verstaatlichung der Lokalbahngesellschaft gehörte ab 1. Jänner 1925 auch die Infrastruktur zum Netz der ČSD.
Mit dem Einsatz moderner Motorzüge kam es Ende der 1920er Jahre zu einer signifikanten Fahrzeitverkürzung. Der Winterfahrplan von 1937/38 verzeichnete bis zu acht Personenzugpaare 3. Klasse, die zumeist als Motorzug verkehrten. Die Fahrzeit in der Relation Strakonice–Volary betrug etwa 2,5 Stunden.
Nach der Angliederung des Sudetenlandes an Deutschland im Herbst 1938 kam der Abschnitt zwischen Winterberg und Wallern zur Deutschen Reichsbahn, Reichsbahndirektion Regensburg. Die restliche, im Protektorat Böhmen und Mähren verbliebene Strecke wurde durch die Protektoratsbahnen Böhmen und Mähren (ČMD-BMB) betrieben. Im Reichskursbuch war die Verbindung als Kursbuchstrecke 425y Wallern (Böhmerw)–Winterberg (Böhmerw) enthalten. Nach dem Ende des Zweiten Weltkriegs kam die Strecke wieder vollständig zu den ČSD.
Als Neuerung verkehrte ab 1951 ein mit Triebwagen geführter Schnellzug zwischen Prag und Vimperk, der die Strecke Strakonice–Vimperk mit zwei Zwischenhalten in 39 Minuten bewältigte. Ein Kurswagen fuhr von Prag bis Volary durch. Diese direkte Zugverbindung zwischen der tschechoslowakischen Hauptstadt und dem Böhmerwald wurde erst in den 1990er Jahren wieder aufgegeben.
Am 1. Januar 1993 ging die Strecke im Zuge der Auflösung der Tschechoslowakei an die neu gegründeten České dráhy (ČD) über. Seit 2003 gehört sie zum Netz des staatlichen Infrastrukturbetreibers Správa železniční dopravní cesty (SŽDC).
Im Fahrplan 2012 wird die Strecke täglich im Zweistundentakt von Personenzügen bedient. Werktags verkehren weitere Züge zwischen Strakonice und Vimperk.
In den Jahren 2021 bis 2025 ist die Ausrüstung der Strecke mit dem europäischen Zugbeeinflussungssystem ETCS vorgesehen. Die Streckenausrüstung liefert der tschechische Hersteller AŽD Praha.
Die Elektrifizierung der Teilstrecke Strakonice–Vimperk ist im Rahmen der Dekarbonisierung des Eisenbahnbetriebs bis 2032 vorgesehen.

## Streckenbeschreibung

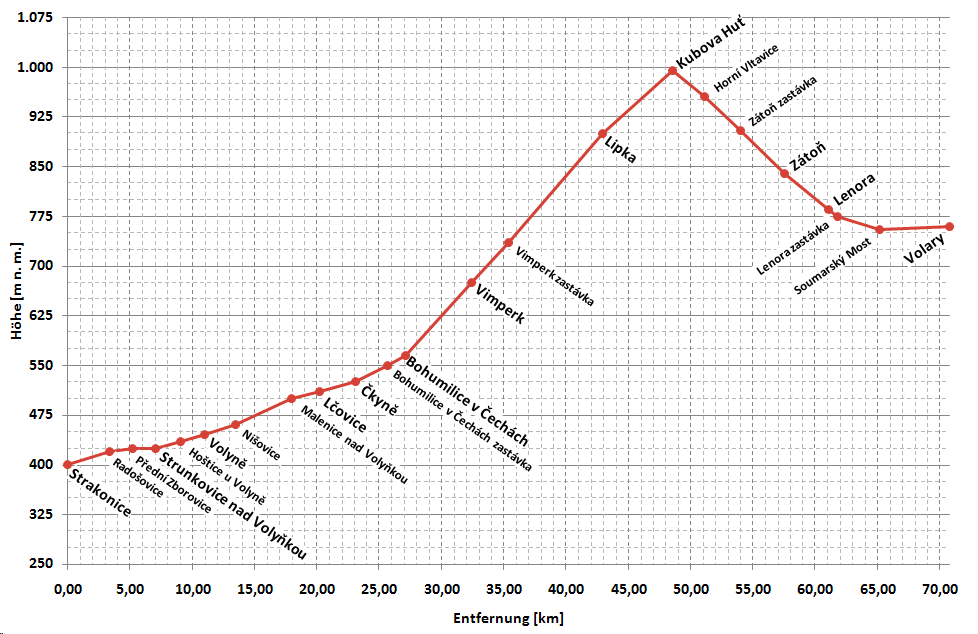
Vereinfachtes Höhenprofil der Strecke

Von Strakonice aus folgt die Strecke dem Tal der Volyňka (Wolinka) nach Südwesten. Die Bahn verbindet die größeren Städte der Region, Volyně (Wolin), Čkyně und Vimperk (Winterberg). Nach 71 Kilometern erreicht die Strecke Volary (Wallern), von wo Anschluss an die Bahnlinien Richtung Nové Údolí (Neuthal) und Prachatice (Prachatitz) besteht.

## Fahrzeugeinsatz
Seit dem 10. Dezember 2017 wird die Strecke von niederflurigen RegioSprintern (Baureihe 654) des Unternehmens GW Train Regio bedient.